# جو يبرش
جو يبرش (بالإنجليزية: Joe Burch)‏ هو لاعب كرة قدم أمريكية أمريكي، ولد في 8 أغسطس 1971 في دالاس في الولايات المتحدة.